# Herb gminy Borowa
Herb gminy Borowa – symbol gminy Borowa.

## Wygląd i symbolika
Herb przedstawia na tarczy w polu czerwonym srebrną figurę uszczerbioną w kształcie litery "W", lub, inaczej, odwróconego "M", albo opisywany jeszcze inaczej jako "dwie krokwie złączone na kształt litery W". Jest to godło z herbu Abdank.